# 田畑直
田畑 直（たばた すなお、 1910年（明治43年）3月24日 - 1944年（昭和19年）2月17日）は、日本の海軍軍人。香川県出身。キスカ島撤退作戦で物資輸送と人員の撤収に成功し、また米海軍護衛空母「リスカム・ベイ」を撃沈した「伊175」潜水艦長である。駆逐艦「ニコラス」の攻撃により乗艦を撃沈され戦死。最終階級は海軍中佐。

## 生涯
坂出市王越町出身で兄は香川県坂出商工会議所元会頭であり、瀬戸内地域の塩の会社讃岐塩業、錦海株式会社創業者として香川県の名士田畑久宣の弟。田畑は香川県出身の海兵58期生である。このクラスは入校当初130余名の同期生がおり、うち60名以上は出身中学の首席であった。校長鳥巣玉樹、永野修身、監事長及川古志郎、伊藤整一らの指導を受け、1930年（昭和5年）11月、113名中の同期生中、中位の成績で海軍兵学校を卒業する。練習艦隊は左近司政三司令官に率いられ、地中海方面への航海で実務訓練を受けた。少尉任官は1932年（昭和7年）4月である。田畑は潜水艦専攻士官となり、1941年（昭和16年）7月から10月にかけて潜水学校甲種学生として潜水艦長教育を受ける。太平洋戦争開戦後の翌年2月に「呂64」潜水艦長に就任。

### 呂64潜水艦長

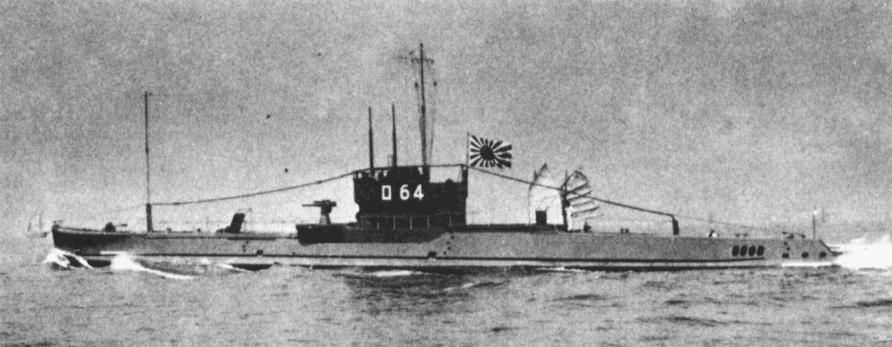
「呂64」の艦内生活は忍耐を要するもので、田畑の離任後は練習潜水艦として潜水艦乗員の訓練に使用された。

｢呂64｣は1925年（大正末年）に竣工した老朽艦であったが、｢呂63｣、｢呂68｣とともに第七潜水戦隊隷下の第三十三潜水隊を編制していた。この部隊は第四艦隊所属であったが、1942年（昭和17年）7月にはミッドウェー海戦後のアリューシャン方面の防備を固めるため、第五艦隊に編入された。｢呂64｣は僚艦の呂六十型潜水艦5隻と共にキスカ島の警備にあたる。8月28日、アトカ島に米海軍水上艦艇の発見が報じられ、僚艦2隻と攻撃に向かった。「呂61」はナザン湾に侵入して雷撃を行い、水上機母艦「カスコ (AVP-12)」を擱座させる戦果を挙げたが撃沈された。田畑はナザン湾口の監視を命じられており、「呂61」の攻撃後も監視を続けた。キスカ島へ帰投後の9月15日には空襲を受け、僚艦は損傷を受ける。第三十三潜水隊は呉鎮守府部隊に編入となり、日本へ帰還した。

### 伊175潜水艦長

#### キスカ島撤退作戦

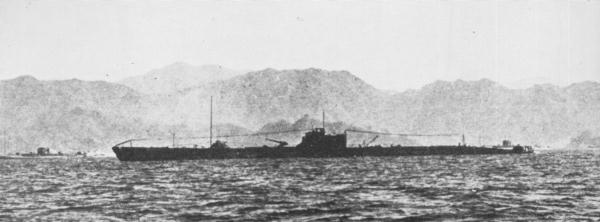
海大6型b「伊号第175潜水艦」。1941年当時の艦名は「伊75」

同年12月には「伊175」潜水艦長に補された。同艦は接触事故で損傷を受けており、修理完了後の1943年（昭和18年）2月に第十二潜水隊へ編入となる。5月12日、米軍がアッツ島に攻撃を開始し、第十二潜水隊は北方部隊に編入された。6月、北方潜水部隊指揮官古宇田武郎少将は、潜水艦15隻（実際は13隻）によるキスカ島への物資輸送と人員撤収を実施する。しかし潜水艦部隊のキスカ島撤退作戦は、｢伊24｣（花房博志艦長）、｢伊9｣は消息不明となり、｢伊156｣は荒天による損傷のため輸送を取りやめ、その他の潜水艦も霧中砲撃や哨戒艇の追跡を受けるなど困難な状況であった。田畑の「伊175」は6月17日に物資16tの揚陸、人員70名の撤収に成功したが、この後に成功したのは｢伊2｣（板倉光馬艦長）のみである。

#### リスカム・ベイ撃沈

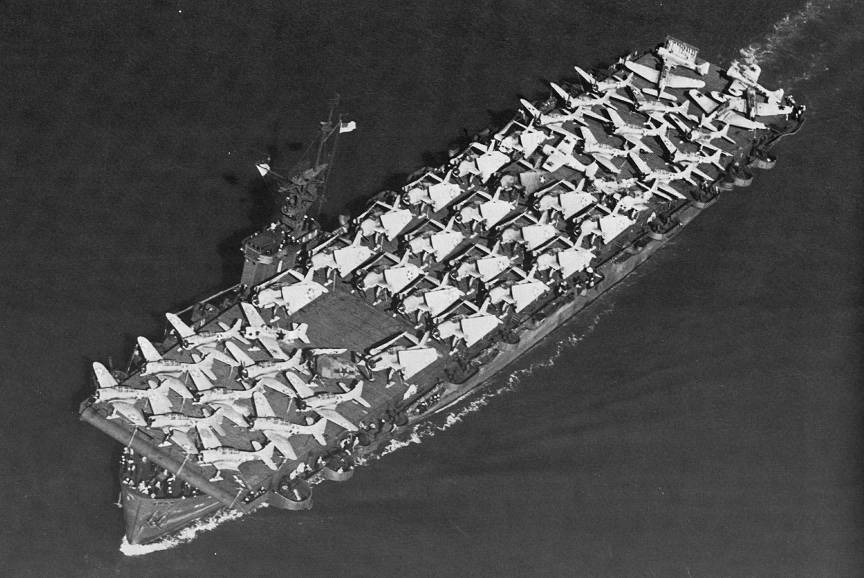
「リスカム・ベイ」は航空機用爆弾の誘爆によって船体が切断され沈没。900余名の乗員中272名は救助された。

｢伊175｣は第三潜水部隊所属として南方戦線に復帰する。10月にはウェーク島へ空襲が行われ、甲潜水部隊の一艦として同島周辺で散開線に就いたが会敵せず、トラックへの帰投命令が発せられた。11月19日にはギルバート諸島のマキン、タラワに米軍が来襲し、｢伊175｣はマキンへ向かう。21日には米軍の上陸作戦が開始され、マキンの戦い、タラワの戦いが本格化していた。23日、伊175は奇しくもマキンとタラワが陥落したその日にマキン沖に到達。11月25日午前1時頃、田畑はマキン西方5浬で空母や輸送船を発見し、2時頃に魚雷4本を発射した。この空母部隊はヘンリー・M・ムリニクス少将が指揮する護衛空母3隻からなる部隊で、「伊175」の接近に気付いていなかった。魚雷は護衛空母「リスカム・ベイ」後部機関室付近に命中し、さらに火薬庫を爆発させ同艦を撃沈した。「リスカム・ベイ」の戦死者はムリニクス少将以下約650名で、米海軍で四番目に位置する大損害であった。一方、日本海軍潜水艦部隊は出撃した9隻中6隻を失っている。「伊175」は7時間余の制圧攻撃によって艦体に損傷を受けたが、12月1日にトラックへ帰還した。第六艦隊司令長官高木武雄は、田畑の「伊175」の武勲に対し表彰状を授与している。

#### 戦死
「伊175」は整備を受け、1944年（昭和19年）1月27日に出撃しクェゼリン、次いでウォッゼに向かう。同地を砲撃していた艦船部隊の攻撃を命じられていたが、2月17日に駆逐艦「ニコラス」の爆雷攻撃によって撃沈された。原因はレーダー探知であった。「伊175」戦死者は田畑のほか、第十二潜水隊司令小林一（海兵48期）など100名である。なお、田畑には1月31日付で呉鎮守府附の人事異動が発令されており、厳密には沈没時点の伊175潜水艦長ではない。